# Aeroportul Virginia
Aeroportul Virginia (IATA: VIR, ICAO: FAVG) este un aeroport din Provincia KwaZulu-Natal, Africa de Sud ce deservește zona Durban.
Situat la o altitudine de 6 m, aeroportul dispune de o singură pistă.